# Ahmed al-Rawahi
Ahmed Faraj Abdulla al-Rawahi (arabisch أحمد فرج عبد الله الرواحي, DMG Aḥmad Faraǧ ʿAbd Allāh ar-Rawāḥī; * 5. Mai 1994 in Maskat) ist ein omanischer Fußballtorhüter.

## Karriere

### Klub
Er begann seine Karriere beim Samail Club und wechselte zur Saison 2011/12 zu al-Seeb, mit welchem er Aufstieg und danach zwei Spielzeiten in der höchsten Spielklasse antrat. Zur Spielzeit 2014/15 folgte ein Wechsel zu al-Nasr, mit welchem er in der Saison 2017/18 Pokalsieger wurde. Seit der Runde 2019/20 steht er wieder im Tor von al-Seeb, mit welchen er in seiner ersten Saison die Meisterschaft gewann.

### Nationalmannschaft
Seinen ersten bekannten Einsatz für die omanische Fußballnationalmannschaft hatte er am 13. Dezember 2018 bei einem 2:1-Freundschaftsspielsieg über Tadschikistan über die volle Spielzeit. Im selben Jahr und auch 2021 folgten je zwei Freundschaftsspiele. Beim FIFA-Arabien-Pokal 2021 in der Partie gegen den Irak, welche mit 1:1 endete, stand er im Tor.